# Бурмистрова, Наталья Михайловна
Наталья Михайловна Бурмистрова (14 марта 1918, Борисов, Минская губерния — 19 августа 2008, Тбилиси) — советская, грузинская актриса театра и кино. Народная артистка СССР (1972).

## Биография
Родилась 14 марта 1918 года в Борисове (ныне в Минской области, Республика Беларусь) в семье военнослужащего, прапорщика М. С. Бурмистрова (1892—1968), который после революции был первым председателем исполкома Борисовского Совдепа, позже — профессиональный актёр, заслуженный артист Чувашской АССР.
Связана с театральной сценой с раннего детства. В пятилетнем возрасте сыграла свою первую роль в спектакле «Царь всея Руси» по пьесе А. К. Толстого.
После окончания средней школы в 1936 году поступила во вспомогательный состав труппы Томского театра драмы и комедии. Позже работала в Петропавловском  драматическом театре (ныне Областной русский драматический театр имени Николая Погодина), Горьковском театре драмы и других.
Участница войны. С 1941 года была санитаркой санитарного поезда. Затем — актриса передвижного фронтового театра.
С 1948 года — ведущая актриса Тбилисского русского драматического театра им. А. Грибоедова. Играла до начала 2000-х годов, когда в связи с болезнью оказалась прикована к постели. На её счету около 200 главных ролей. Одна из ярких представителей театральной сцены грузинской столицы.
Снималась в кино.
Автор книги воспоминаний «Путешествие во времени» (Тбилиси, 2001).
Избиралась депутатом Верховного Совета Грузинской ССР 4-го и 5-го созывов.
Умерла 19 августа 2008 года в Тбилиси. Похоронена на Сабурталинском кладбище в Пантеоне выдающихся деятелей Грузии.

### Семья
- Муж — Игорь Иванович Злобин (1914—1997), актёр. Народный артист Грузинской ССР (1970).

## Награды и звания
- Народная артистка Грузинской ССР (1961)
- Народная артистка СССР (1972)
- Орден Чести (1997)[3]
- Орден Трудового Красного Знамени (1958)
- Орден «Знак Почёта» (1950)
- 1 орден
- Медали
- Почётный гражданин Тбилиси (1985)

## Роли в театре
- «Чайка» А. Чехова — Нина Заречная
- «Дачники» М. Горького — Мария Львовна
- «Таня» А. Арбузова — Таня
- «Иркутская история» А. Арбузова — Валька
- «Кукольный дом» Г. Ибсена — Нора
- «Странная миссис Сэвидж» Д. Патрика — миссис Сэвидж
- «Двое на качелях» У. Гибсона — Гитель Моска
- «Уступи место завтрашнему дню» В. Дельмар по пьесе Хелен и Ноа Лири — Люси Купер
- «Чрезвычайный посол» братьев Тур — Елена Кольцова
- «Единственный свидетель» братьев Тур — Анна Степановна Сабурова
- «Барабанщица» А. Салынского — Нила Снижко
- «Бесприданница» А. Островского — Лариса
- «Живой труп» Л. Толстого — Маша
- «Коварство и любовь» Ф. Шиллера — Луиза
- «Старомодная комедия» А. Арбузова — Лидия Васильевна Жербер
- «Дорогая Памела» Д. Патрика — Памела
- «Миллионерша» Б. Шоу — Эпифания
- «Тополёк мой в красной косынке» Ч. Айтматова — Кадича
- «Дворянское гнездо» по И. Тургеневу — Лиза
- «Не называя фамилии» В. Минко — Поэма
- «Великая сила» Б. Ромашова — Любаша
- «Ценою жизни» братьев Тур — Софья Ковалевская
- «Улица Шолом-Алейхема, 40» А. Ставицкого — Роза
- «Шестой этаж» А. Жери — Жермен
- «Потопленные камни» И. Мосашвили
- «Требуется лжец» Д. Псафаса
- «Человек со звезды» («Лучше оставаться мёртвым») К. Виттлингера
- «Деревья умирают стоя» А. Касоны
- «Звезда немого кино» И. Ольшанского
- «В этом милом старом доме» А. Арбузова

## Известные адреса
- Тбилиси, улица Георгия Леонидзе, 10 (мемориальная доска)[4][5]